# Blegny
Blegny (valonă Blegneye) este o comună francofonă din regiunea Valonia din Belgia. Comuna este formată din localitățile Barchon, Housse, Mortier, Saint-Remy, Saive și Trembleur. Suprafața totală a comunei este de 26,07 km². La 1 ianuarie 2008 comuna avea o populație totală de 13.004 locuitori. 